# خروسک‌ماهیان پرنده
خروسک‌ماهیان پرنده (Dactylopteridae) نام خانواده‌ای از ماهی‌های اقیانوس است که به دلیل باله‌های بسیار پهنشان با دیگر ماهی‌ها متفاوت شده‌اند. ولی چون نمی‌توانند پرواز کنند نام جایگزین خروسک‌ماهی کلاه‌خودی برایشان پیشنهاد شده‌است. این ماهی‌ها تنها خانواده از ماهی‌ها در زیرراستهٔ خروسک‌ماهیان پرنده‌وار (Dactylopteroidei) هستند.
دیده شده که هنگامی که این ماهی‌ها به دنبال سخت‌پوستان و بی‌مهرگان کوچک می‌گردند با کمک باله‌های خود در کف ماسه‌ای دریا «راه می‌روند».

## نگارخانه

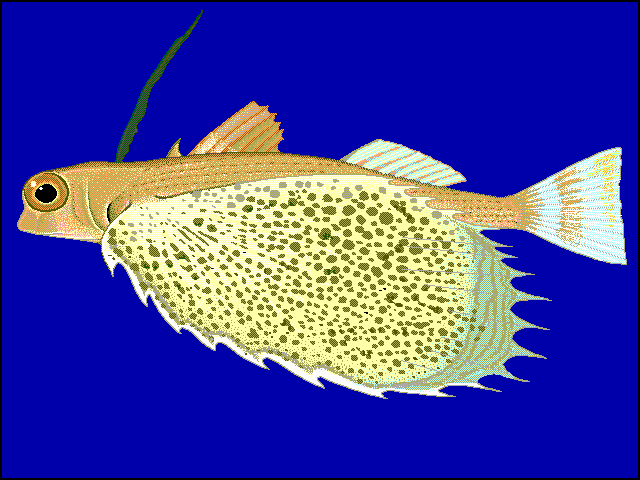
Dactyloptena orientalis
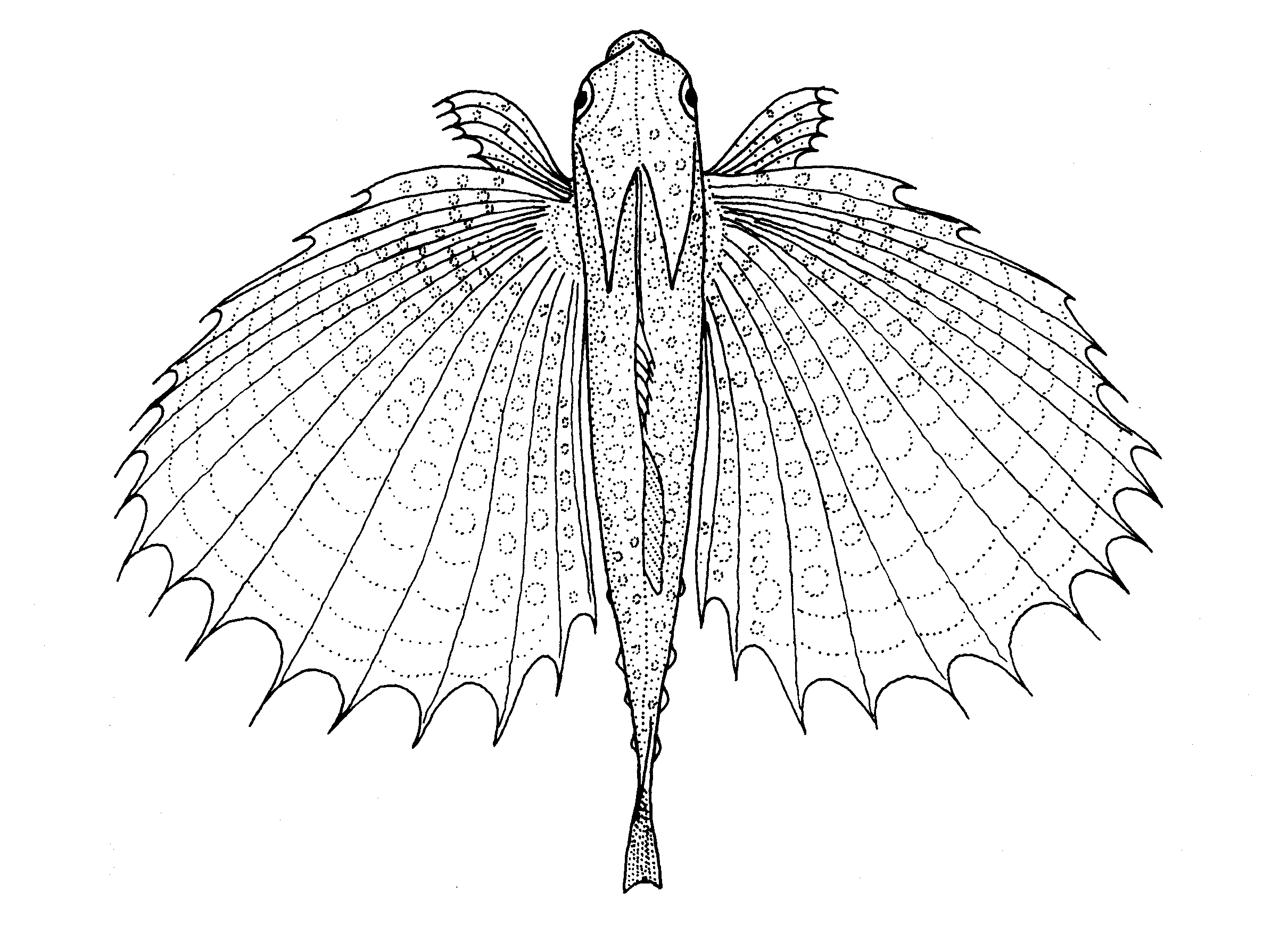
Dactyloptena orientalis
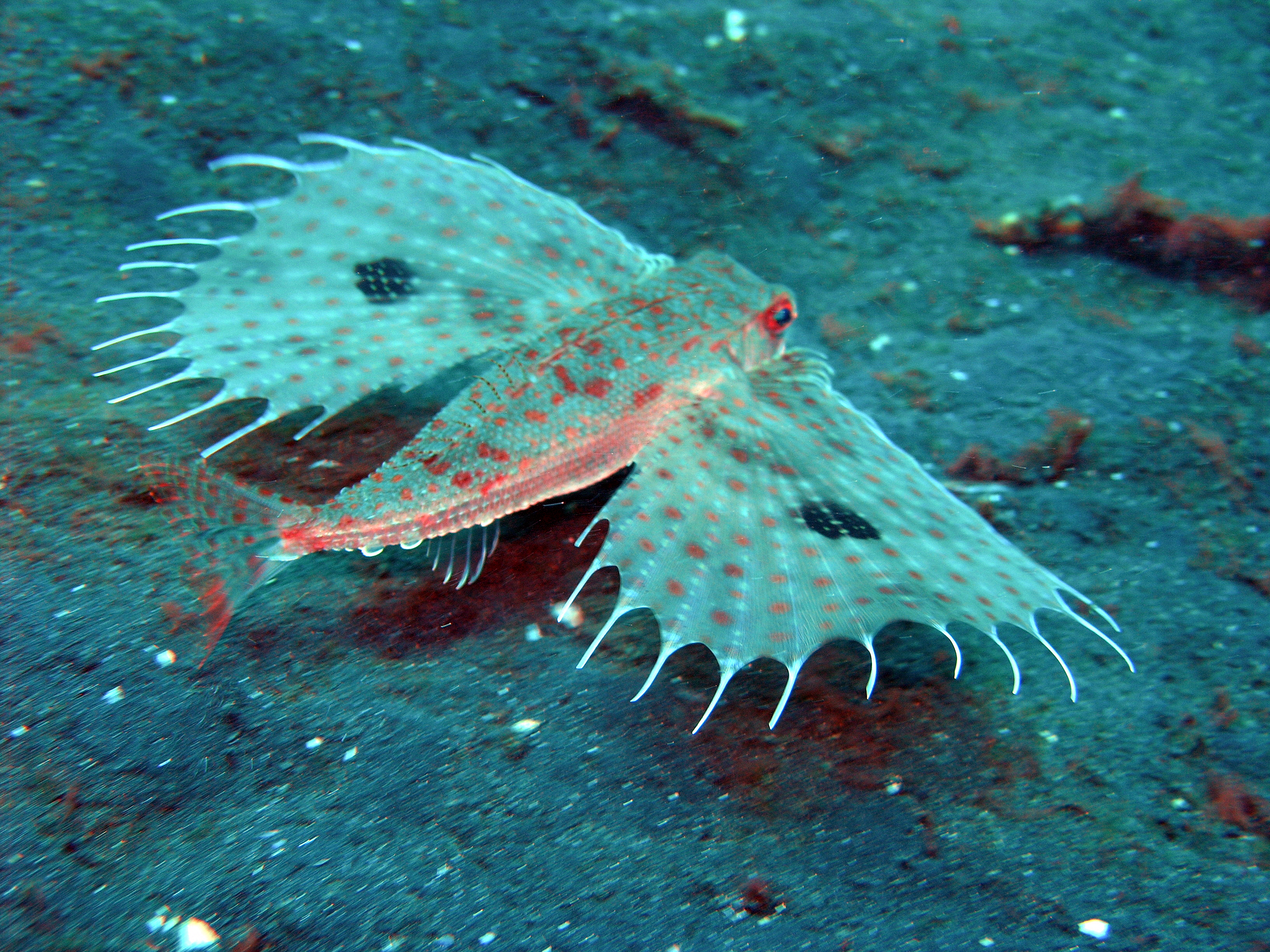
Dactyloptena orientalis
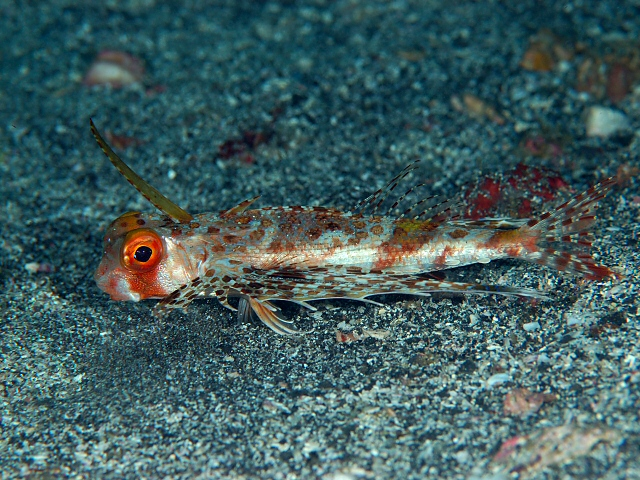
Dactyloptena orientalis
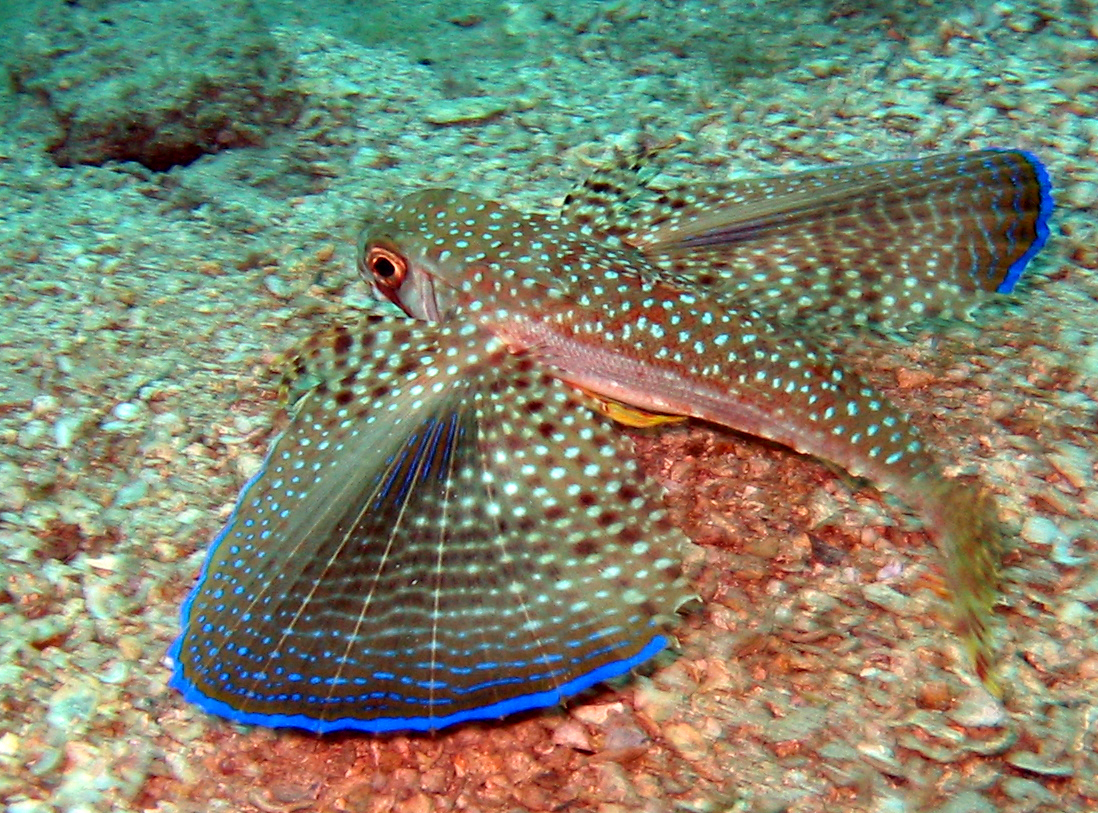
Dactylopterus volitans